# Boreaphilus henningianus
Boreaphilus henningianus är en skalbaggsart som beskrevs av Sahlberg 1832. Boreaphilus henningianus ingår i släktet Boreaphilus, och familjen kortvingar. Arten är reproducerande i Sverige.